# 대원사 (산청군)
대원사(大源寺)는 경상남도 산청군 삼장면 대원리에 있는 대한불교조계종 소속 사찰이다.

## 역사
진흥왕 9년(548)에 연기(緣起)조사가 창건하여 평원사(平原寺)라 하였다. 그 뒤 임진왜란으로 전소되어 1천여 년 동안 폐사되었던 것을 숙종 11년(1685)에 운권선사가 문도들을 데려와 평원사의 옛 절터에 사찰을 건립, 대원암이라 개칭하고 선불간경도량을 개설하여 영남 제일의 강당이 되었다. 고종 27년(1890년)년에 혜흔(慧?)선사의 암자가 무너져 크게 중건하였다. 서쪽에는 조사영당(祖師影堂)을 보수, 동쪽에는 방장실과 강당을 건립하여 대원사라 개칭했다. 1914년 1월 12일 밤에 다시 불로 절이 모두 타버려 여러 스님들이 다시 중창하여 1917년 12등 184칸의 전의 건물을 지었다.
여순반란사건과 한국전쟁 등으로 폐허가 되어 방치되다가 1955년까지 대웅전, 사리전, 천광전, 원통보전, 산왕각, 봉상루, 범종각, 명부전을 지어 오늘에 이르고 있다. 절 부근에는 선비들이 수학했다는 거연정(거연정)과 3층석탑이 있다.

## 특징
대원사는 지리산 동쪽 깊숙이 감춰져 있는 비구니스님들의 수행처다. 현재 석탑을 모신 사리전이 비구니스님들의 참선 정진도량인 동국제일선원으로 매년 여름과 겨울 안거 기간 중에 수십 명의 비구니 스님들이 정진하는 곳이다.
대원사 주변은 절경으로 더욱 이름나 있는 곳이기도 하다. 특히 대원사 입구 주차장에서 대원사에 이르는 약 2km의 대원사 계곡은 여름에도 서늘한 기운이 느껴지는 명소로 바위틈에서 뿜어져 나오는 계곡 물과 기암괴석이 어우러진 모습이 매우 아름다운 곳이다. 또한 이 길 주변에는 금강송이라 불리는 아름드리 소나무가 울창한 숲을 이루고 있어 사철 청량감을 선사해준다.

## 문화재
대원사에는 자장율사가 조성한 다층석탑이 보물 제1112호로 지정되어 있다. 646년(선덕여왕 15년) 자장율사가 중국에서 이운해 온 부처님 사리를 봉안했다고 하는데, 조선시대인 1724년(경종 4년)에 태흠선사가, 그리고 1784년(정조 8년)에는 옥인선사가 각각 수리하면서 사리 72과를 얻었는데, 오색영롱한 사리알이 큰 것은 녹두알만 하고 작은 것은 기장알만 하다고 한다. 근래에 탑을 다시 정돈하면서 3층, 5층, 7층에 나누어 봉안했다고 한다.
그 외 지정문화재로 신중도(경남 유형문화재 제361호)와 반자(경남 유형문화재 제362호)가 있다. 또한, 대원사 자체가 전통사찰 제81호이며, 대원사 계곡은 지방기념물 제114호로 지정되어 있다.

## 체험 및 시설

### 템플스테이
대원사에서는 내국인을 위한 다양한 템플스테이 프로그램을 운영하고 있다.
- 대원사 템플스테이 프로그램

## 사진

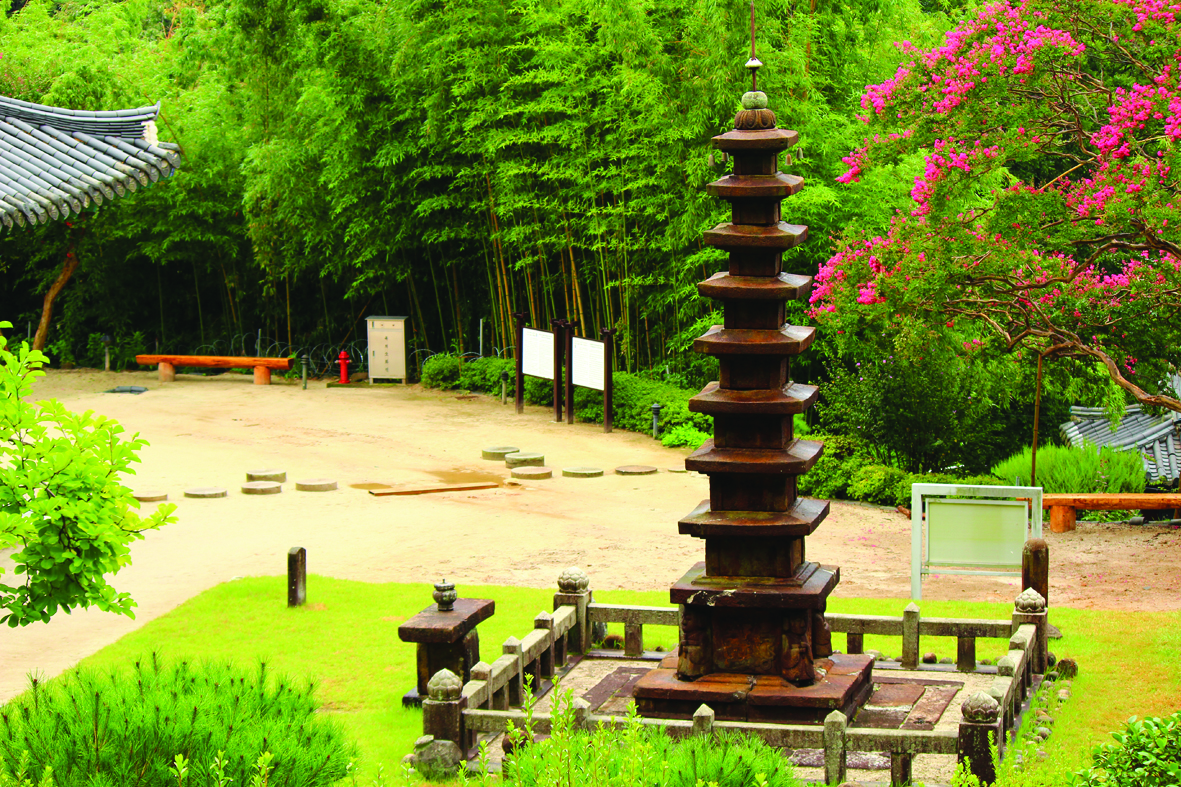
대원사
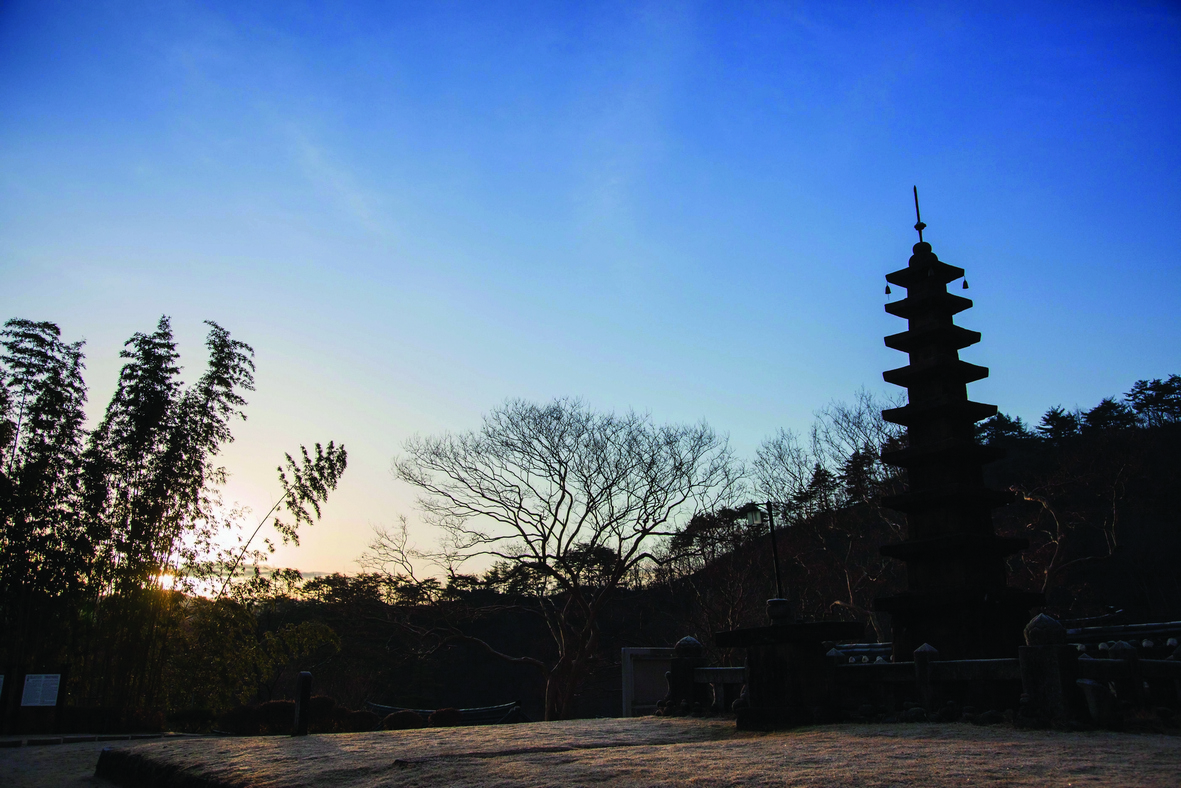
대원사
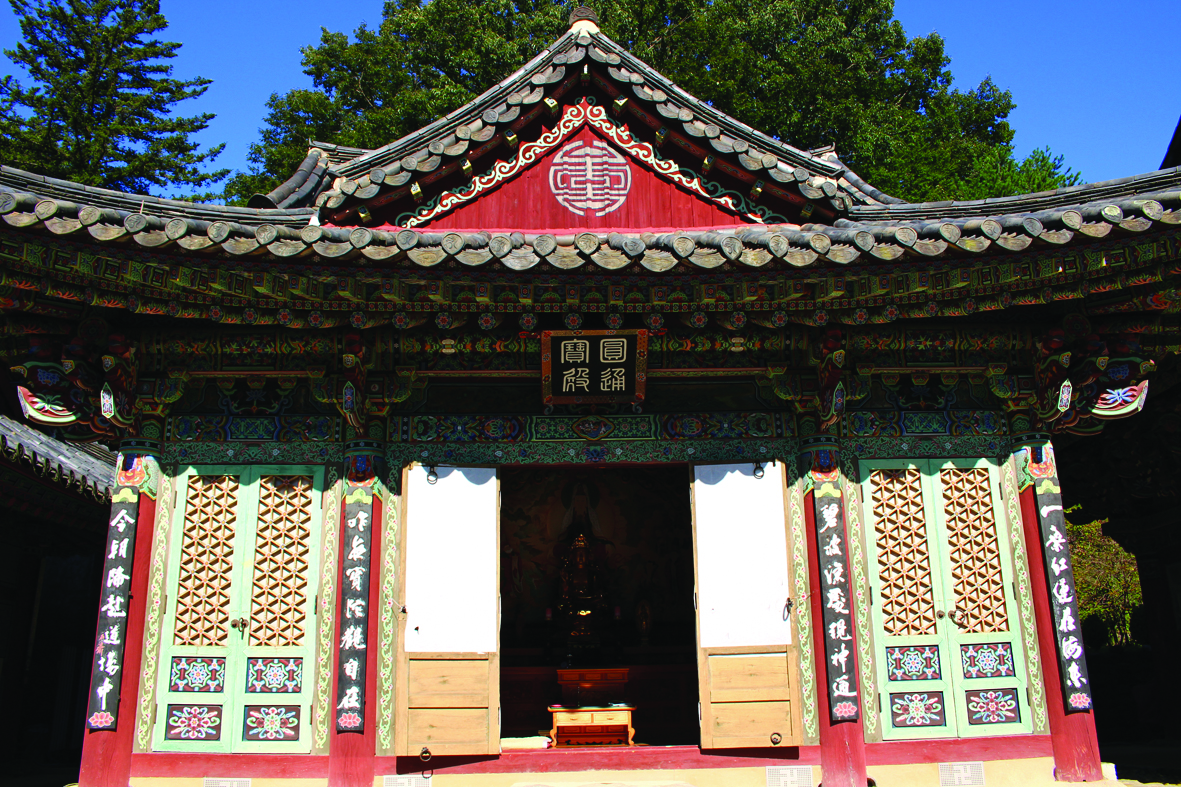
대원사

## 관련 설명
- 유홍준의 저서 '나의 문화유산답사기 2권-산을 강을 건너지 못하고'에서 등장한다.[1]